# 小野正敏
小野 正敏（おの まさとし、1947年 - ）は、日本の考古学者、歴史学者。国立歴史民俗博物館副館長、福井県立一乗谷朝倉氏遺跡博物館特別館長。
専門は日本中世の考古学。

## 略歴
- 1970年　明治大学文学部卒業
- 1972年　福井県教育庁朝倉氏遺跡調査研究所勤務
- 1986年　国立歴史民俗博物館考古研究部助教授
- 2006年　国立歴史民俗博物館考古研究部教授

## 著書

### 単著
- 『戦国城下町の考古学』　講談社、1997年

### 編著
- 『実像の戦国城下町越前一乗谷』　平凡社、1990年
- 『図解・日本の中世遺跡』　東京大学出版会、2001年
- 『戦国時代の考古学』　高志書店、2003年
- 『中世の系譜』　高志書店、2004年
- 『モノとココロの資料学』　高志書店、2005年
- 『中世の伊豆・駿河・遠江』　高志書店、2005年
- 『鎌倉時代の考古学』　高志書店、2006年
- 『中世の対外交流』　高志書店、2006年
- 『歴史考古学大辞典』　吉川弘文館、2007年
- 『中世寺院 暴力と景観』　高志書店、2007年